# Зимние Олимпийские игры 1928
Зимние Олимпийские игры 1928 (фр. Jeux olympiques d'hiver de 1928, англ. 1928 Winter Olympics, нем. Olympische Winterspiele 1928; официальное название — II зимние Олимпийские игры (фр. IIes Jeux olympiques d'hiver, англ. II Olympic Winter Games, нем. II. Olympischen Winterspiele)) — мультиспортивное мероприятие, прошедшее с 11 по 19 февраля 1928 года в Санкт-Морице. В играх приняли участие 464 спортсменов из 25 стран, из которых 9 впервые были представлены на зимних Олимпиадах. Было разыграно 14 комплектов в 8 дисциплинах. Ещё два вида спорта были показательными. В неофициальном медальном зачёте первое место заняла команда Норвегии, завоевавшая 15 медалей, из которых 6 — золотые, 4 — серебряные и 5 — бронзовые.

## Выбор столицы игр
После успешного проведения первой Международной спортивной недели зимних видов спорта в 1924 году в Шамони на 24-й сессии Международного олимпийского комитета в Праге в мае 1925 года было принято решение об организации этого мероприятия каждые четыре года под названием «Зимние Олимпийские игры». Зимняя Олимпиада должна была проводиться в тот же год, что и летняя. Делегация от Норвегии, выигравшей больше всего медалей в 1924 году, усомнилась в необходимости организации подобных мероприятий, аргументировав это тем, что уже 20 лет проводятся Северные игры, открытые для всех стран (хотя подавляющее большинство участников делегировались от скандинавских стран). Однако президент МОК Анри де Байе-Латур ответил, что зимние виды спорта должны развиваться не только в Скандинавии. На той же сессии было решено отдать право проведения I зимних Олимпийских игр Швейцарии.
По действовавшим тогда правилам, страна, принимавшая летние Олимпийские игры, если она имела необходимые для того условия, могла также организовать и зимнюю Олимпиаду. Но Голландия, проводившая летние игры 1928 в Амстердаме не могла себе это позволить из-за географических условий (в основном, из-за отсутствия в стране горных массивов). В марте 1925 года Швейцарская национальная ассоциация физического воспитания выразила желание провести следующие зимние Олимпийские игры в Швейцарии. Национальный олимпийский комитет запросил поддержки у федеральных властей, в случае если Швейцарии доверят проведение спортивного мероприятия. Так как ответ федерального совета был положительным, НОК поручил барону Годфруа де Блоне, члену Международного Олимпийского комитета от Швейцарии, презентовать её кандидатуру для проведения зимней Олимпиады.
Были представлены три заявки: Санкт-Мориц, Давос и Энгельберг. В мае 1926 года на заседании МОК в Лиссабоне право проведения Олимпиады доверили Санкт-Морицу. Было также решено, что Международная спортивная неделя, проведённая в «Шамони в 1924 году официально будет иметь название I зимние Олимпийские игры».

## Организация

### Финансовый вопрос
Парламент Швейцарии выделил швейцарскому Олимпийскому комитету 100 000 швейцарских франков. 40 % от этой суммы пошли на организацию Олимпиады в Санкт-Морице, оставшиеся же 60 % были потрачены на участие швейцарской сборной как на зимних, так и на летних Олимпийских играх, состоявшихся в том же году в Амстердаме. Федеральный совет решил не выпускать коммеморативную марку. Все остальные расходы были возложены на муниципалитет Санкт-Морица и кантон Граубюнден.

### Пресса
Центром прессы стал отель Виктория Палас. 330 журналистов из 27 стран получили официальные лицензии. Самую большую делегацию, состоявшую из 81 человека, прислали немцы. Далее по количеству журналистов шли хозяева-швейцарцы (51), французы (30) и итальянцы (21). Аргентина и Мексика были единственными странами, принимавшими участия в играх, но не приславшими представителей прессы. Кроме этого 11 испанских и по 2 греческих, датских и турецких спортивных обозревателя также получили аккредитацию, несмотря на то, что эти страны не делегировали своих спортсменов.

### Страны-участницы
Участие в Олимпиаде приняли 464 атлета (438 мужчин и 26 женщин) из 25 стран. Все страны, принимавшие участие в зимних Олимпийских играх 1924, прислали своих спортсменов и в Санкт-Мориц. В первый раз в зимних Олимпиадах соревновались атлеты из 9 стран: Аргентины, Германии (которую не допустили к играм в Шамони из-за её роли агрессора в Первой мировой войне), Литвы, Люксембурга, Мексики, Нидерландов, Румынии, Эстонии и Японии. Аргентина и Япония стали первыми южноамериканской и азиатской сборными соответственно, принявшими участие в зимних Олимпийских играх. Для сравнения на летней Олимпиаде того же года в Амстердаме приняли участие 46 команд.
В скобках указано количество спортсменов от каждой страны.

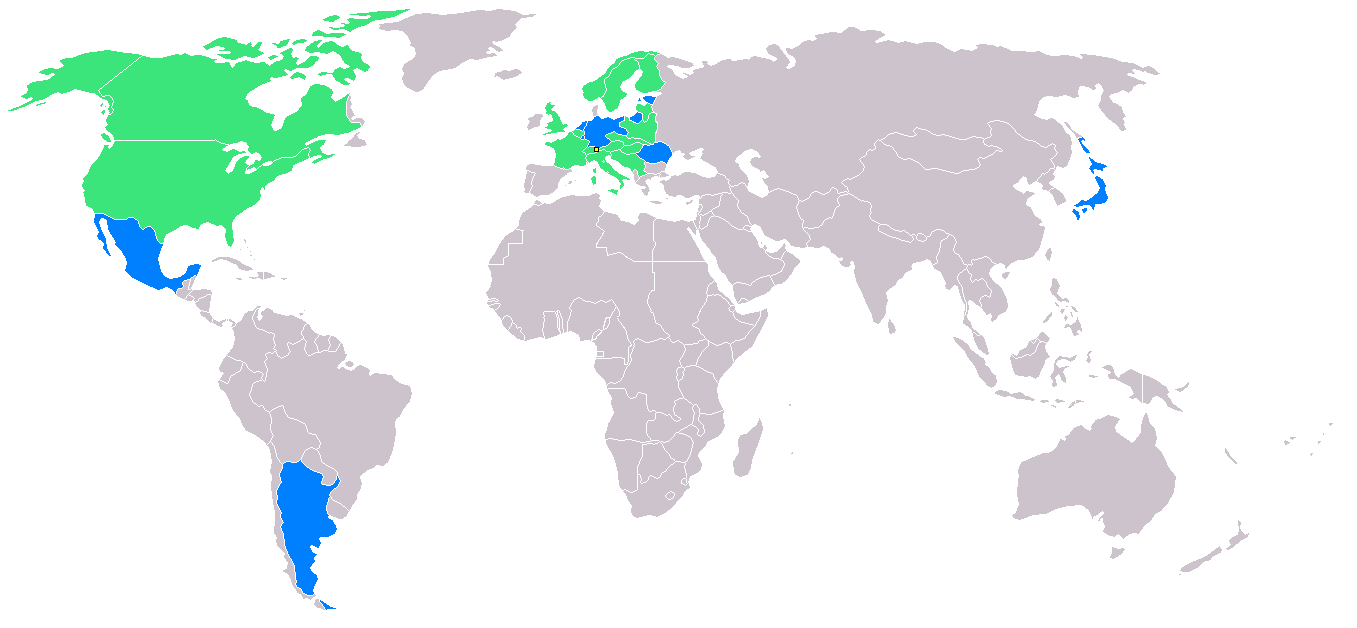
Зелёный — страны, ранее участвовали в Зимней Олимпиаде
Синий — страны, впервые приняли участие в Зимней Олимпиаде
Жёлтая точка — место проведения игр (Санкт-Мориц).

- Австрия (39)
- Аргентина (10)
- Бельгия (24)
- Великобритания (32)
- Венгрия (14)
- Германия (43)
- Италия (13)
- Канада (23)
- Латвия (1)
- Литва (1)
- Люксембург (5)
- Мексика (5)
- Нидерланды (7)
- Норвегия (25)
- Польша (26)
- Румыния (10)
- США (24)
- Чехословакия (25)
- Финляндия (18)
- Франция (38)
- Швейцария (41)
- Швеция (44)
- Югославия (6)
- Эстония (2)
- Япония (6)

## Виды спорта
Основные виды (в скобках указано количество разыгрываемых комплектов медалей):
- Бобслей (1)
- Конькобежный спорт (3)
- Лыжное двоеборье (1)
- Лыжные гонки (2)
- Прыжки на лыжах с трамплина (1)
- Скелетон (1)
- Фигурное катание (3)
- Хоккей (1)

Демонстрационные виды.
- Соревнования военных патрулей
- Конный скиджоринг

Изменения в программе.
Покинул игры кёрлинг. Из основных соревнований в демонстрационные были переведены соревнования военных патрулей. В качестве основного вида на играх дебютировал скелетон. Также в качестве демонстрационного вида на играх присутствовали гонки на собаках.

## Расписание соревнований
| ● | Церемония открытия | ● | Квалификация соревнований | ● | Финалы соревнований | ● | Церемония закрытия |

| Число                       | Число                       | 11 СБ | 12 ВС | 13 ПН | 14 ВТ | 15 СР | 16 ЧТ | 17 ПТ | 18 СБ | 19 ВС | Медали |
| --------------------------- | --------------------------- | ----- | ----- | ----- | ----- | ----- | ----- | ----- | ----- | ----- | ------ |
| Церемонии                   |                             | ●     |       |       |       |       |       |       |       | ●     |        |
| Бобслей                     | Бобслей                     |       |       |       |       |       |       |       | 1     |       | 1      |
| Конькобежный спорт          | Конькобежный спорт          |       |       | 2     | 2     |       |       |       |       |       | 4      |
| Лыжное двоеборье            | Лыжное двоеборье            |       |       |       |       |       |       | ●     | 1     |       | 1      |
| Лыжные гонки                | Лыжные гонки                |       |       |       | 1     |       |       | 1     |       |       | 2      |
| Прыжки на лыжах с трамплина | Прыжки на лыжах с трамплина |       |       |       |       |       |       |       | 1     |       | 1      |
| Скелетон                    | Скелетон                    |       |       |       |       |       |       | 1     |       |       | 1      |
| Фигурное катание            | Фигурное катание            |       |       |       | ●     |       | ●     | 1     | 1     | 1     | 3      |
| Хоккей                      | Хоккей                      | ●     | ●     | ●     |       |       | ●     | ●     | ●     | 1     | 1      |
| Медали                      | Медали                      |       |       | 2     | 3     |       |       | 3     | 4     | 2     | 14     |
| Число                       | Число                       | 11    | 12    | 13    | 14    | 15    | 16    | 17    | 18    | 19    | Медали |

* Для более полного ознакомления с результатами отдельных видов спорта на данной олимпиаде нажмите на названия конкретного вида спорта в данной таблице.

## Итоги

### Медальный зачёт

Медаль Зимних Олимпийских игр в Санкт-Морице

| № | Страна         | Золото | Серебро | Бронза | Всего |
| 1 | Норвегия       | 6      | 4       | 5      | 15    |
| 2 | США            | 2      | 2       | 2      | 6     |
| 3 | Швеция         | 2      | 2       | 1      | 5     |
| 4 | Финляндия      | 2      | 1       | 1      | 4     |
| 5 | Франция        | 1      | 0       | 0      | 1     |
| 5 | Канада         | 1      | 0       | 0      | 1     |
| 7 | Австрия        | 0      | 3       | 1      | 4     |
| 8 | Бельгия        | 0      | 0       | 1      | 1     |
| 8 | Швейцария      | 0      | 0       | 1      | 1     |
| 8 | Великобритания | 0      | 0       | 1      | 1     |
| 8 | Германия       | 0      | 0       | 1      | 1     |
| 8 | Чехословакия   | 0      | 0       | 1      | 1     |